# Виспер Вок (Флорида)
Виспер Вок (енгл. Whisper Walk) град је у америчкој савезној држави Флорида.

## Демографија
По попису из 2000. године број становника је 5.135.
| Група             | 2000.         | 2010.    |
| Белци             | 4.572 (89,0%) | 0 (0,0%) |
| Афроамериканци    | 106 (2,1%)    | 0 (0,0%) |
| Азијати           | 142 (2,8%)    | 0 (0,0%) |
| Хиспаноамериканци | 289 (5,6%)    | 0 (0,0%) |
| Укупно            | 5.135         | 0        |